# Veronica Campbell-Brown
Veronica Campbell-Brown (geborene Campbell; * 15. Mai 1982 in Clark’s Town, Trelawny Parish) ist eine jamaikanische Sprinterin. Sie ist mehrfache jamaikanische Meisterin, Olympiasiegerin und Weltmeisterin im 100- bzw. 200-Meter-Lauf.

## Biografie
Campbell, die neun Geschwister hat, studierte in den Vereinigten Staaten an der University of Arkansas, an der sie 2006 ihren Abschluss machte. In der Leichtathletik-Mannschaft der Universität war sie die einzige Sprinterin.
Bei den Olympischen Spielen 2000 in Sydney gewann sie mit der jamaikanischen 4-mal-100-Meter-Staffel eine Silbermedaille, im Alter von erst 18 Jahren. Vier Jahre später 2004 in Athen wurde sie zunächst Dritte im 100-Meter-Lauf und gewann dann das 200-Meter-Rennen. Mit der 4-mal-100-Meter-Staffel wurde sie zum zweiten Mal Olympiasiegerin, zusammen mit Aleen Bailey, Tayna Lawrence und Sherone Simpson. Als Olympiasiegerin galt sie auch als eine der Favoritinnen über 200 Meter bei den Leichtathletik-Weltmeisterschaften 2005 in Helsinki. Den Titel holte sich jedoch Allyson Felix (USA), während Campbell nur Vierte wurde. Vorher hatte sie allerdings bereits über 100 Meter die Silbermedaille hinter der US-Amerikanerin Lauryn Williams gewonnen, und mit der jamaikanischen  4-mal-100-Meter-Staffel gewann sie am vorletzten Tag der Wettkämpfe noch die Silbermedaille hinter der US-amerikanischen Staffel.
Bei den Weltmeisterschaften 2007 in Ōsaka gewann Campbell den Titel über 100 Meter in einer Zeit von 11,01 s und setzte sich damit knapp gegen die US-Amerikanerinnen Lauryn Williams (11,01 s) und Carmelita Jeter (11,02 s) durch. Über 200 Meter und mit der 4-mal-100-Meter-Staffel gewann sie Silber. Bei der nationalen Ausscheidung für die Olympischen Spiele 2008 wurde sie trotz einer Zeit von 10,88 s nur Vierte über 100 Meter, siegte aber über 200 Meter in ihrer persönlichen Bestzeit von 21,94 s. Im Finale der Spiele Peking siegte sie mit einer neuen persönlichen Bestzeit von 21,74 s und gewann somit  die Goldmedaille. Bei den Weltmeisterschaften 2009 in Berlin wurde sie im Finale über die 100 Meter Vierte. Über die 200 Meter gewann sie mit einer Zeit von 22,35 s die Silbermedaille. 
Am 14. März 2010 gewann sie die Goldmedaille im 60-Meter-Lauf bei den Hallenweltmeisterschaften in Doha in einer Zeit von 7,00 s. Bei den Weltmeisterschaften 2011 in Daegu gewann sie im 100-Meter-Lauf mit einer Zeit von 10,97 s die Silbermedaille. Über 200 Meter gewann sie mit 22,22 s die Goldmedaille. Eine weitere Silbermedaille bei diesen Weltmeisterschaften gewann sie zusammen mit Shelly-Ann Fraser-Pryce, Kerron Stewart und Sherone Simpson im 4-mal-100-Meter-Staffelwettbewerb mit einer Zeit von 41,70 s. Bei den Hallenweltmeisterschaften 2012 in Istanbul gelang es ihr, ihren Weltmeistertitel über 60 Meter zu verteidigen. Sie siegte im Finale in einer Zeit von 7,01 s. Bei den Olympischen Spielen 2012 in London gewann Campbell-Brown die Bronzemedaille im 100-Meter-Sprint sowie im Finale gemeinsam mit Fraser-Pryce, Simpson und Stewart mit einer Zeit von 41,41 s die Silbermedaille in der 4-mal-100-Meter-Staffel.
Bei den Weltmeisterschaften 2015 in Peking gewann sie über 100 Meter die Bronze- und mit der Sprintstaffel die Goldmedaille.
Veronica Campbell hat bei einer Größe von 1,63 m ein Wettkampfgewicht von 61 kg. Ende 2007 heiratete sie ihren Sprinterkollegen Omar Brown. Zwischen 2004 und 2011 wurde sie siebenmal zu Jamaikas Sportlerin des Jahres gewählt. 2008 wurde ihr der Order of Distinction (Commander Class) verliehen.

## Dopingverdacht
Im Mai 2013 wurde Campbell-Brown positiv auf ein Diuretikum getestet, das u. a. als Verschleierungsmittel für verbotene Substanzen dienen kann. Ihr drohte zunächst eine zweijährige Sperre. Im Juni stufte der Weltverband IAAF das Vergehen Campbell-Browns als geringfügig ein, im Oktober sprach auch der nationale jamaikanische Leichtathletik-Verband JAAA lediglich eine öffentliche Verwarnung gegen Campbell-Brown aus und räumte ihr ein Startrecht für künftige Wettbewerbe ein, da die Substanz nicht zur Leistungssteigerung verwendet worden sei. Die IAAF leitete den Fall an den Internationalen Sportgerichtshof (CAS), der sie im Februar 2014 freisprach. Erst im April begründete der CAS seine Entscheidung damit, dass bei der Dopingkontrolle gegen Anti-Doping-Regularien verstoßen worden sei. Der Verantwortliche soll dies wissentlich gemacht haben; so könnten die Proben durch Schweiß oder Wasser verunreinigt gewesen sein.

## Persönliche Bestleistungen
- 100 m: 10,76 s, 31. Mai 2011, Ostrava
- 200 m: 21,74 s, 21. August 2008, Peking
- 400 m: 52,25 s, 26. März 2011, Orlando
- 60 m (Halle): 7,00 s, 14. März 2010, Doha

## Denkmal
Unter den Läufer-Statuen am Nationalstadion in Kingston (Jamaika) befindet sich eine Statue von Veronica Campbell-Brown, geschaffen von Basil Watson.